# Блажени Јов
Блажени Јов рођен је у Москви 1635. године. Постао је духовник цара Петра Великог, али се због неке клевете удаљио у Соловецки манастир где се замонашио.
Умро је 1720. године у осамдесет и петој години.
Српска православна црква слави га 6. марта по црквеном, а 19. марта по грегоријанском календару.